# Alpensia backhoppningsarena
Alpensia backhoppningsarena är en arena vid Alpensia resort i Pyeongchang i Sydkorea som invigdes under 1998. Arenan byggdes första gången om under 2007 och andra gången mellan 2015 och 2017. 
Arenan kommer att användas för tävlingar i backhoppning, nordisk kombination och snowboard under olympiska vinterspelen 2018. Från början var det också tänkt att invigningsceremonin och avslutningsceremonin skulle äga rum här, men dessa evenemang flyttades till Pyeongchangs Olympiastadion.
Kontinentalcupen i backhoppning har arrangerats på arenan.
Fotbollslaget Gangwon FC använder landningsområdet som fotbollsplan.